# Tchito
Tchito è un arrondissement del Benin situato nella città di Lalo (dipartimento di Kouffo) con 4.610 abitanti (dato 2006).